# Waschhaus (Fêche-l’Église)
Das Waschhaus (französisch lavoir) in Fêche-l’Église, einer französischen Gemeinde im Département Territoire de Belfort in der Region Bourgogne-Franche-Comté, wurde Ende des 18. Jahrhunderts errichtet. Das öffentliche Waschhaus in der Nähe der Grande Rue steht seit 1980 als Monument historique auf der Liste der Baudenkmäler in Frankreich.
Das Waschhaus wird vom Bach Le Breuil mit Wasser versorgt. Der an allen Seiten offene Bau ruht auf acht rechteckigen Säulen, er wird von einem Satteldach abgeschlossen.
Das Außenbecken wurde auch als Viehtränke genutzt.

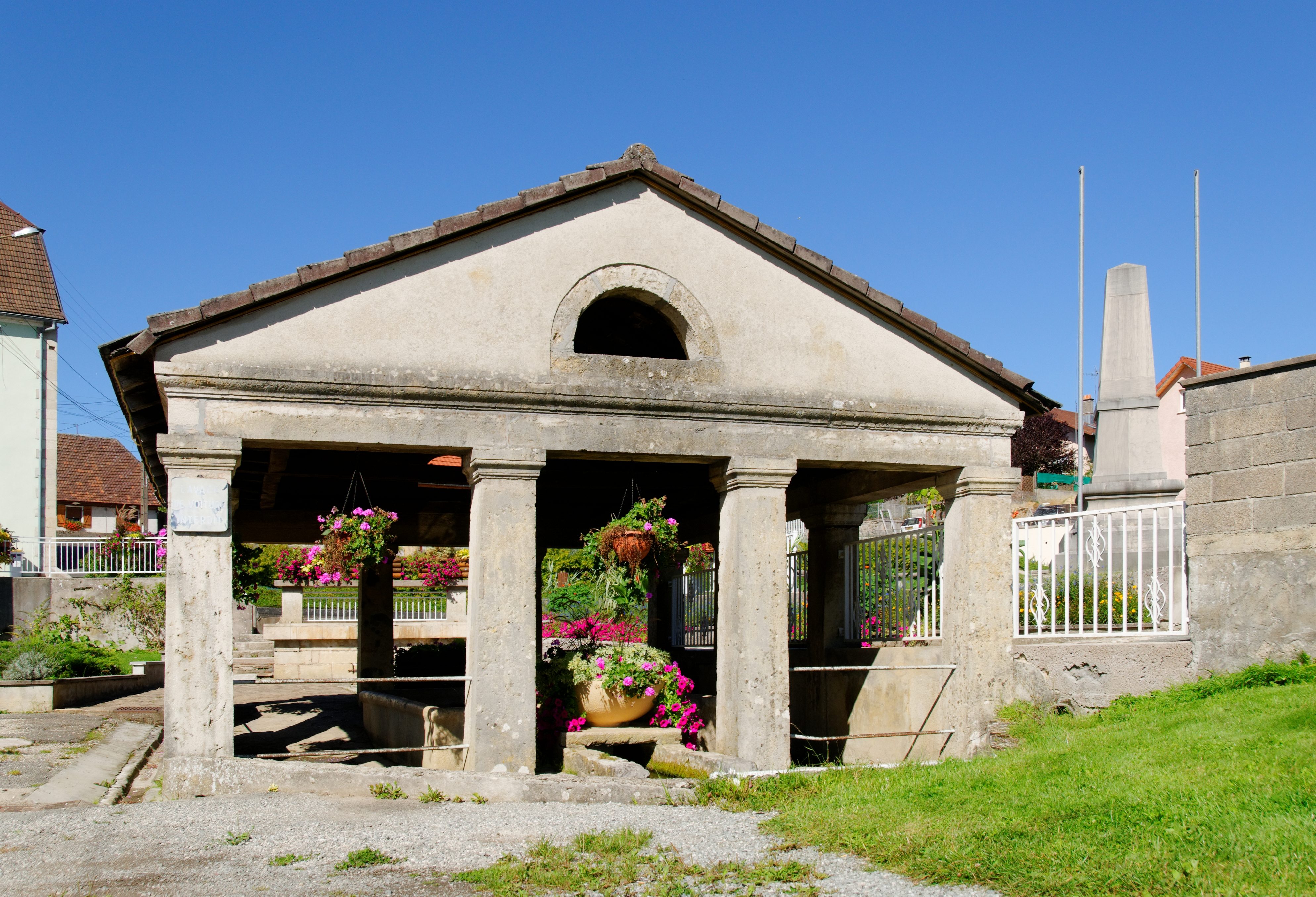
Ansicht
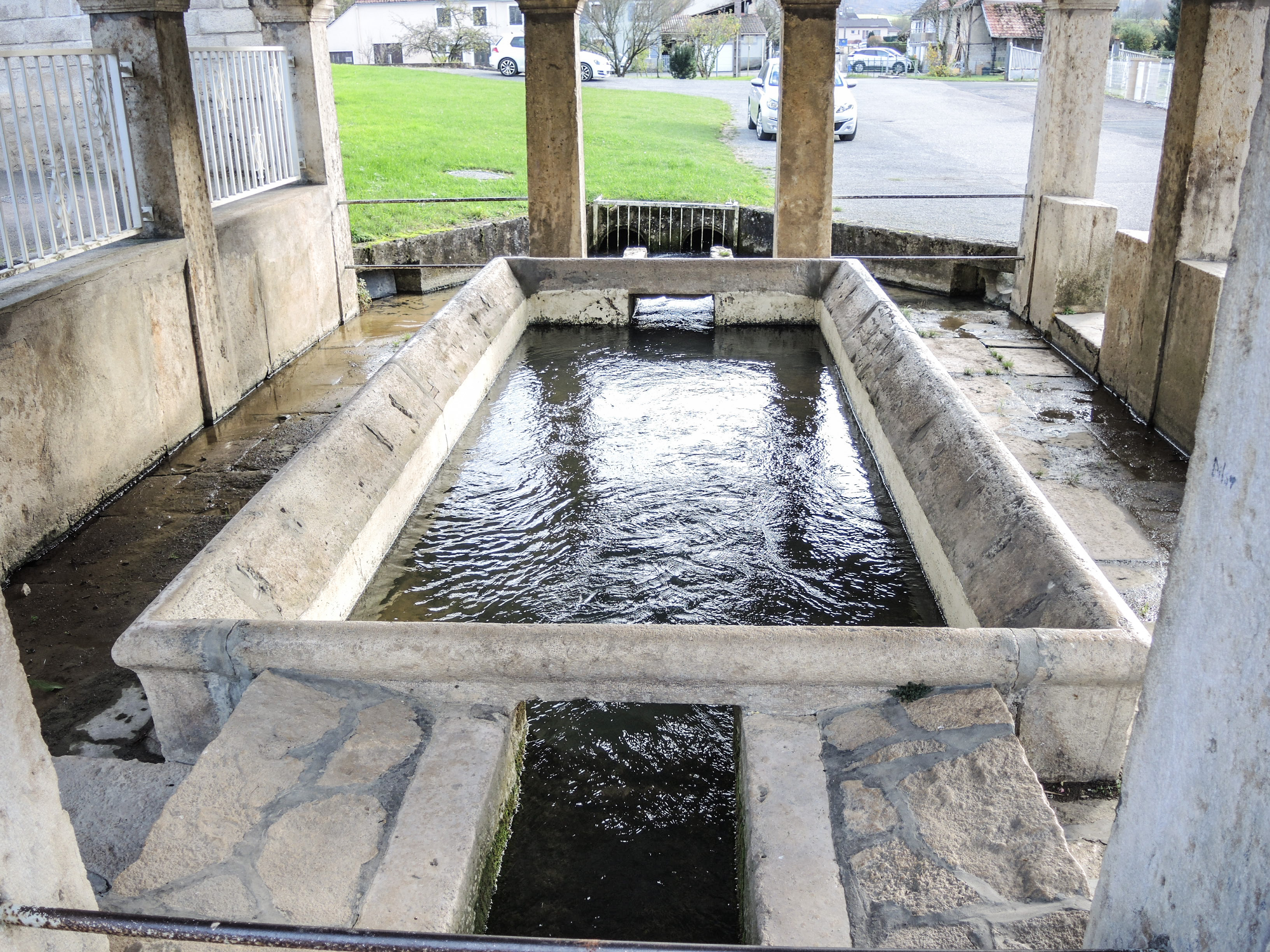
Wasserbecken
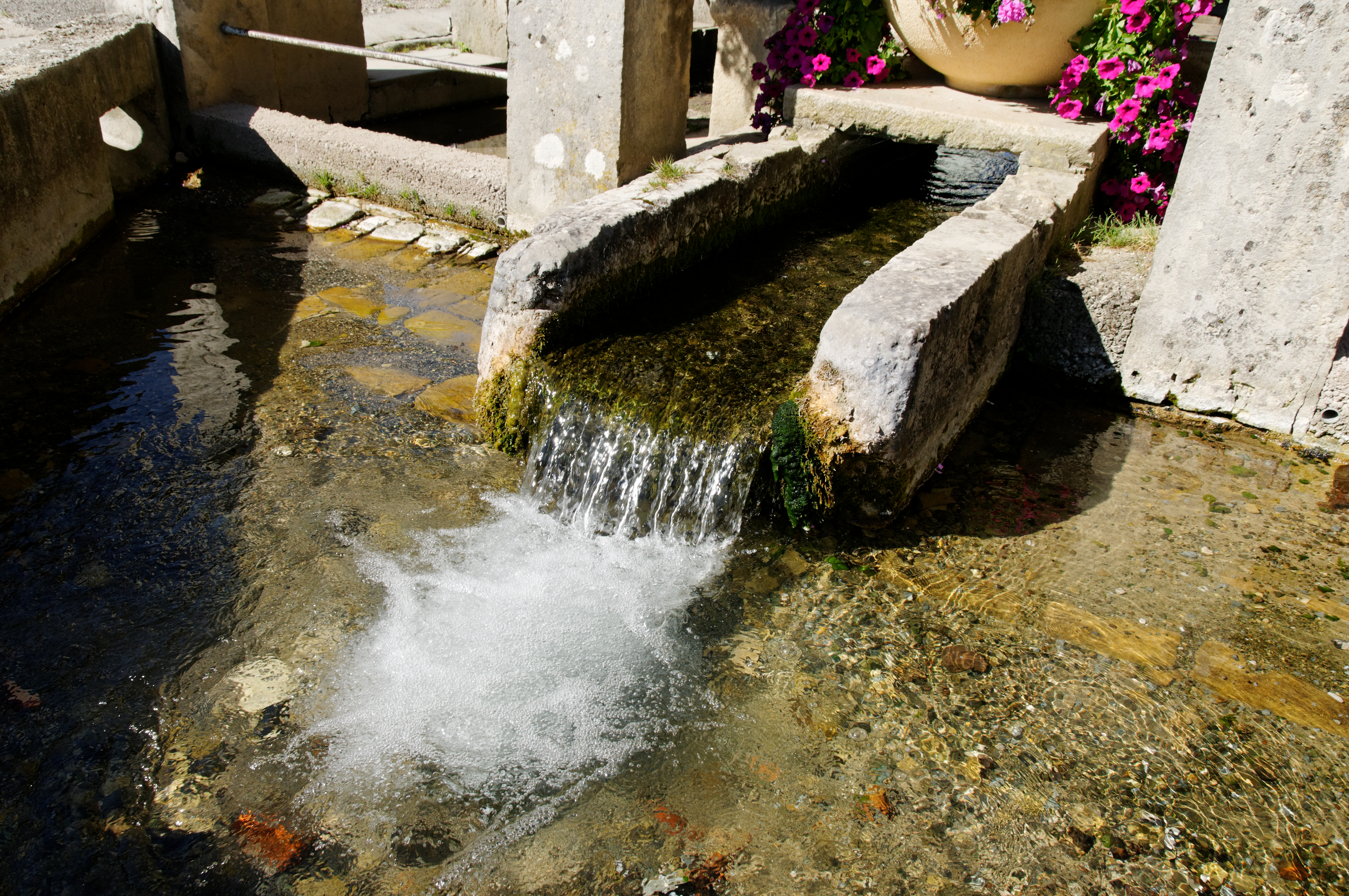
Abfluss
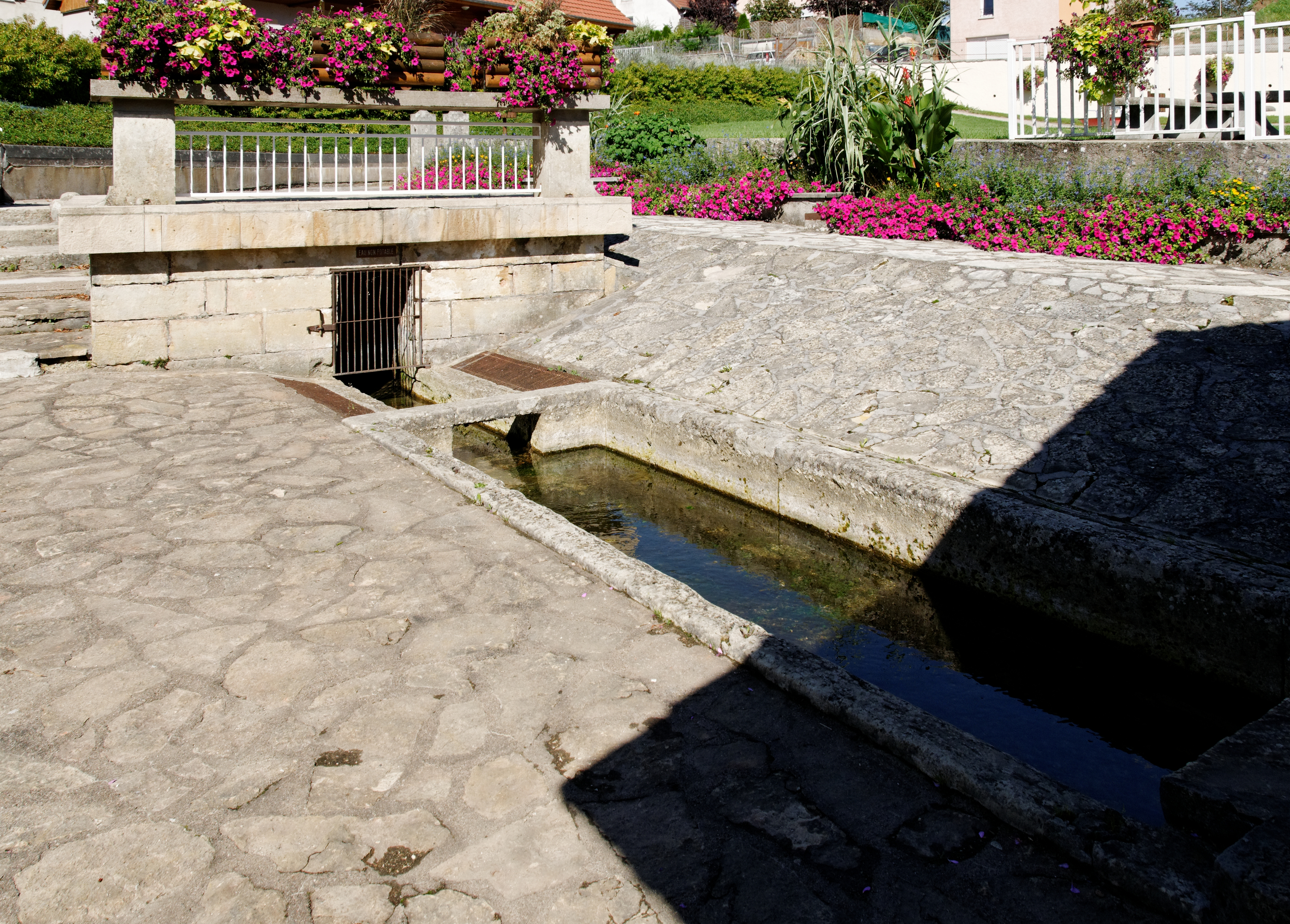
Außenbecken